# Paul Sparks

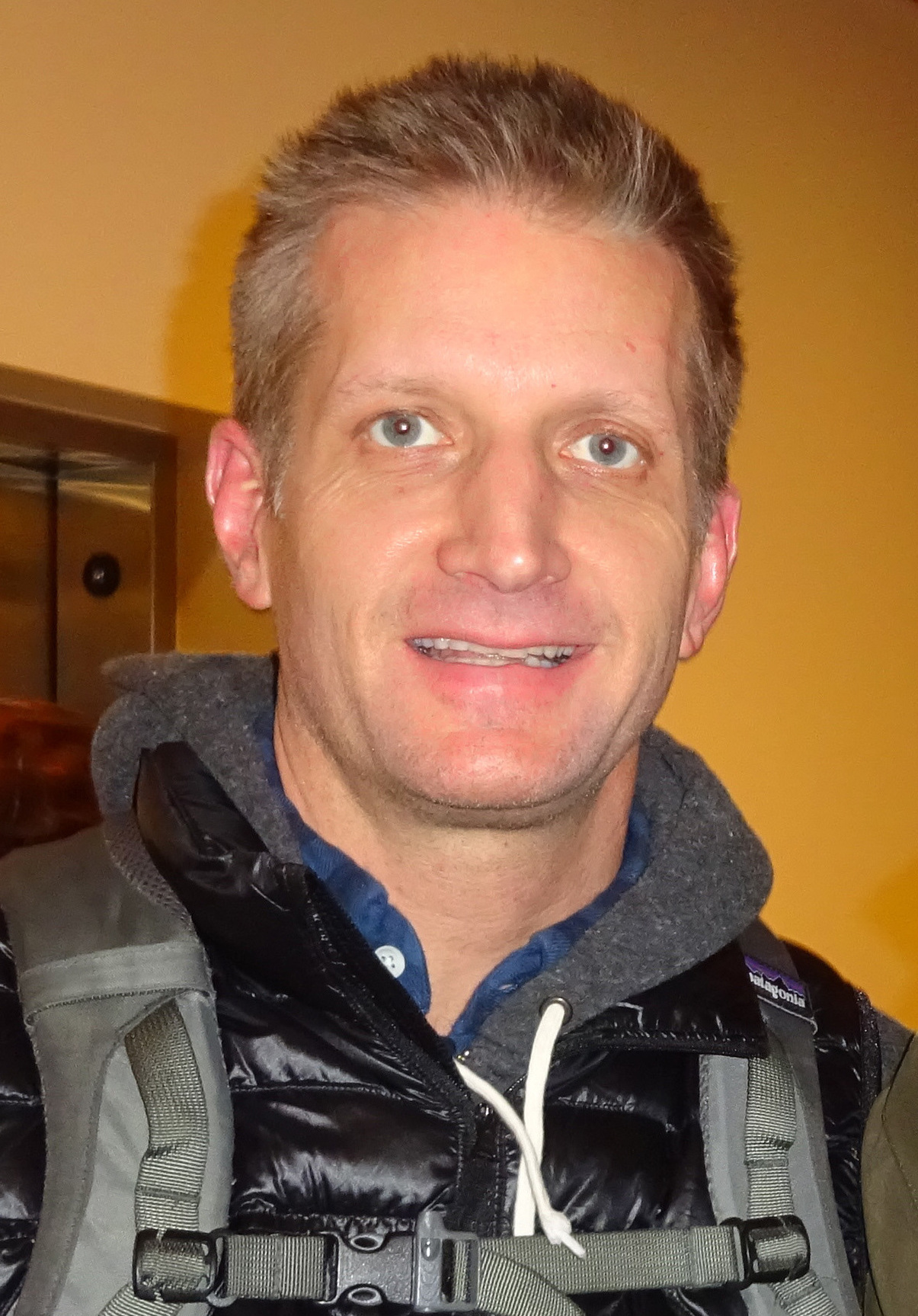
Paul Sparks, 2016

Paul Sparks (* 16. Oktober 1971 in Lawton, Oklahoma) ist ein US-amerikanischer Schauspieler.

## Leben
Sparks wurde im Bundesstaat Oklahoma geboren und wuchs dort auch auf. Als Sohn eines Football-Trainers und einer Lehrerin besuchte er eine Highschool in Marlow. Später studierte er an der Oklahoma State University sowie an der New York University, an der er 1995 seinen Bachelor-Abschluss in Schauspielerei erlangte.
Sparks wurde insbesondere durch die Verkörperung des Mickey Doyle in der HBO-Serie Boardwalk Empire bekannt. Ab der dritten Staffel der Netflix-Serie House of Cards nahm er die Rolle des Romanautors Thomas Yates ein.

## Filmografie (Auswahl)

### Filme
- 2006: The Treatment
- 2008: Deception – Tödliche Versuchung (Deception)
- 2008: Synecdoche, New York
- 2008: Rachels Hochzeit (Rachel Getting Married)
- 2010: Please Give
- 2010: Auftrag Rache (Edge of Darkness)
- 2012: Mud
- 2013: Parkland
- 2016: Midnight Special
- 2017: Vollblüter (Thoroughbreds)
- 2017: Greatest Showman (The Greatest Showman)
- 2019: Human Capital
- 2020: Die Turteltauben (The Lovebirds)
- 2021: Hands that Bind
- 2023: Eric LaRue

### Serien
- 2006: Brotherhood (3 Folgen)
- 2010–2014: Boardwalk Empire (35 Folgen)
- 2012–2013: Underemployed (3 Folgen)
- 2013: Person of Interest (Folge 2x16)
- 2015–2018: House of Cards
- 2016: The Girlfriend Experience (12 Folgen)
- 2016: The Night Of – Die Wahrheit einer Nacht (The Night Of, Miniserie)
- 2017: The Crown (Folge 2x06)
- 2019: Castle Rock (10 Folgen)